# Mik Kaminski
Mik Kaminski, nome artístico de Michael Kaminski (Harrogate, North Yorkshire, 2 de setembro de 1951) é um violinista britânico, mais conhecido por interpretar o violino na banda Electric Light Orchestra, entre 1973 e 1979.

## História
Ele fez sua primeira apresentação profissional com a Orquestra de Leeds, quando tinha 14 anos. Durante seu tempo na Leeds School Of Music, ele fundou a banda Cow, juntamente com seus amigos John Hodgson (bateria) e John Marcangelo (teclados e percussão). Em 1973 ele se juntou a Joe Soap e tocou violino no álbum Keep It Clean. Seu produtor Sandy Roberton sugeriu Kaminski para Andy Roberts, que precisava de um violinista para seu álbum.
Após esses álbuns Kaminski candidatou para o cargo vago para ser violinista da Electric Light Orchestra por causa de um anúncio no Melody Maker. Foi recrutado depois de duas entrevistas.
Kaminski foi um dos três restantes da seqüência tocadores para o grupo quando Jeff Lynne decidiu removê-los. No entanto, ele apareceu na banda de novo quando ele tocou um solo sobre a canção "Rock 'n Roll Is King" em 1983. Mais tarde ingressou no ramo ELO Part II.